# ホティンの戦い (1621年)
ホティンの戦い（ウクライナ語: Битва під Хотином）、ホチムの戦い（ポーランド語: Bitwa pod Chocimiem）またはホトィンの戦い（トルコ語: Hotin Muharebesi）は、1621年9月2日から同年10月9日まで、ポーランド・リトアニア共和国が守るホティン要塞（現ウクライナ）をオスマン帝国が攻撃した戦い。リトアニア大ヘトマンのヤン・カロル・ホトキェヴィチ率いるポーランド・リトアニア軍は約1万4000人で、対するオスマン2世率いるオスマン軍は4万人に上った。オスマン軍は度重なる強襲の失敗で膨大な兵力を失い、戦闘が長期化して冬が近づいたこともあり、10月9日に包囲を解いて撤退した。

## 名称
本項の戦場となった地は歴史上数多くの勢力に征服され支配されてきたため、各国語で様々な形で書かれ、呼ばれている。なお、主にポーランド語で、Chotyn や Choczim と書かれることもある。

## 背景
15世紀にメフメト2世が征服して以降、モルダヴィアはオスマン帝国の従属国となっていた。しかし16世紀末から17世紀初頭にかけて、ポーランド・リトアニア共和国のマグナート（大貴族）がモルダヴィアに介入し、影響力を強めていた（モルダヴィア・マグナート戦争）。さらに、当時名目的にポーランド・リトアニアに従属していたコサックが頻繁に国境を越えてオスマン領を襲撃し、オスマン帝国の怒りを買っていた。

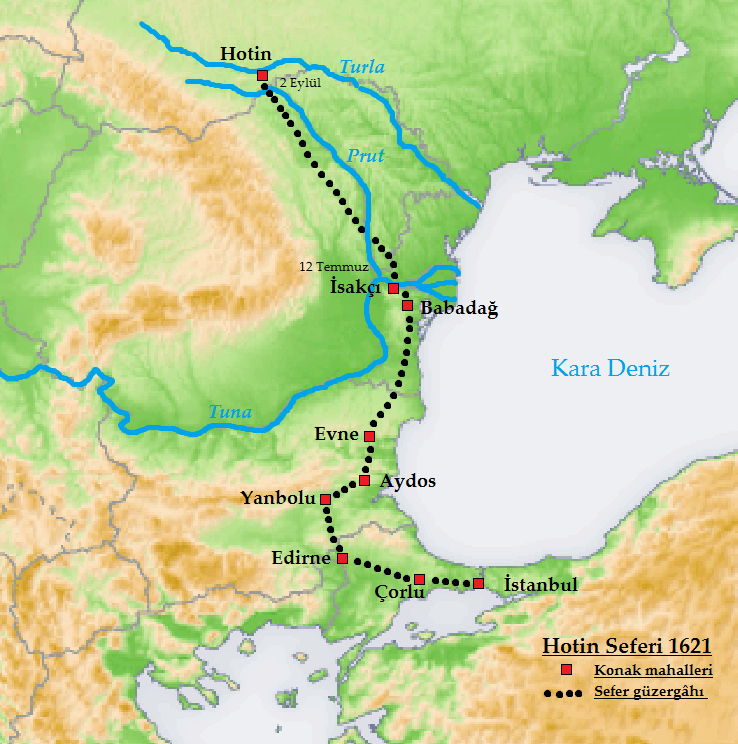
1621年9月2日にホティンに至るまでのオスマン軍の進路

このころのヨーロッパは、多くの国が三十年戦争に巻き込まれつつあった。ポーランド・リトアニアは戦争に関与せず比較的安穏を保っていたが、ポーランド王ジグムント3世は妻の兄にあたるハプスブルク家の皇帝フェルディナント2世を支援するため、非正規の軽騎兵傭兵部隊リソフチツィを送り込んでいた。この部隊は1619年のフメンネーの戦いでラーコーツィ・ジェルジ率いるトランシルヴァニア公国軍を破った。そこで、トランシルヴァニア公ベトレン・ガーボルは宗主国オスマン帝国のオスマン2世に支援を求めた。1620年9月から10月にかけて、オジ（現オチャーコフ）総督イスカンダル・パシャ率いるオスマン帝国の大軍がモルダヴィアに侵攻し、ツェツォラの戦いでポーランド軍を破り、ポーランドの名将スタニスワフ・コニェツポルスキを捕虜とし、スタニスワフ・ジュウキェフスキを殺して首を討つという大勝利を挙げ:347、さらにタタール騎兵略奪隊をポーランド南部に乱入させた。 この遠征は冬まで続き、翌1621年もポーランド・オスマン間の敵対関係が続いた。
1621年4月、オスマン2世率いる12万人から16万人(文献により諸説あり)がコンスタンティノープルとエディルネを出発し、ポーランドへと進軍した。途中でブジャク・オルダのテミル・ハンやクリミア・ハン国のカニベク・ギレイらの軍が合流した。オスマン軍のうちおよそ25パーセントは、タタールやモルダヴィア、ワラキアの従属国の群で構成されていた。またオスマン軍は66門の大砲も持ってきていた。7月26/27日、オスマン軍はモルダヴィアのヤシ近くにまで達した。正規兵のカプクルは34,825人いた。彼ら一人一人に1,000アクチェ、すなわち全部で34,825,000アクチェもの給料が支払われていた。
このころポーランドでは、ツェツォラの惨敗に衝撃を受けたセイム（議会）が増税と軍拡、大勢の同盟コサック動員を承認した。ポーランド軍の総司令官となったリトアニア大ヘトマンのヤン・カロル・ホトキェヴィチは、1621年9月に約2万人から3万5000人の率いてドニエストル川を渡った。これにヴワディスワフ王子（後のポーランド王ヴワディスワフ4世）率いる1万人が合流した:369。最終的に、ポーランド・リトアニア軍3万人（騎兵1万8000人、歩兵1万2000人）とアタマンのペトロー・コナシェーヴィチ・サハイダーチヌイ率いるコサック2万5000人から4万人（大部分が歩兵）が集結した:368。ポーランド側のコサック軍は22門前後の大砲を有していた:369。

## 戦闘

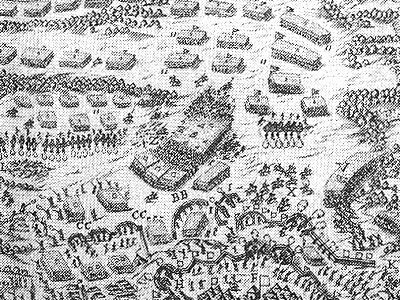
ホティンの戦いの陣形を描いた同時代の図。

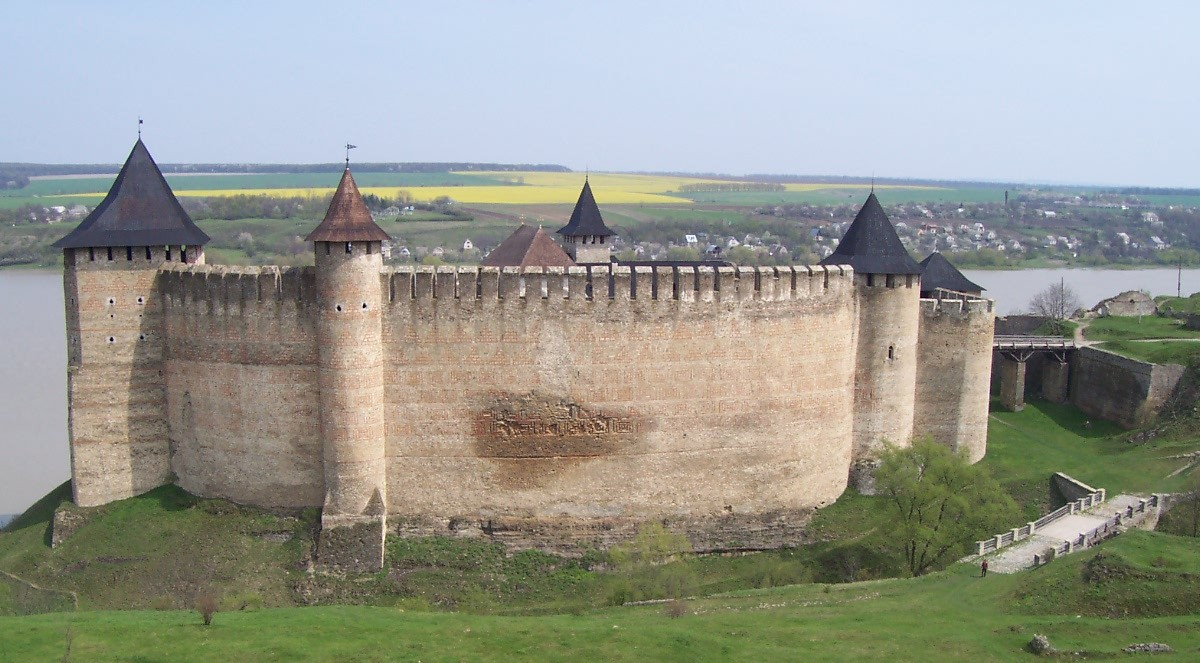
ポーランドの防衛軍の拠点となったホティン要塞の内部。実際の戦闘のほとんどは、この写真に写っていない外部で行われた。

8月24日ごろ、ポーランド・リトアニア軍はホティン付近に到達し、ホティン要塞の近くでオスマン軍の進路を阻むように塹壕を掘って守りを固めた:570。オスマン軍と対峙するときの常で、彼らは駐留地点の前面でいくつかに分けて野戦築城を行い、強固な防衛体制を敷いた。ポーランド軍にとって、いかに精鋭の重騎兵フサリアとコサック騎兵を投入して反撃に転じられるかが勝利を左右する所であり、半円状の陣地も容易に騎兵を運用できるような工夫がなされていた。それらの後方に位置するホティン要塞は、ドニエストル川を背にしていた。ホトキェヴィチは全軍を3つに分け、右翼を自身が、中央をヴワディスワフ王子が、左翼をレギメンタシュ（下級軍司令官）のスタニスワフ・ルボミルスキが指揮することとした。さらにこれらの防衛線より前面に、コサックとリソフチツィ傭兵隊がそれぞれ陣地を置いて要塞化していた。
8月27日、コサック騎兵の一隊がオスマン軍に自殺的な襲撃をかけ、その進軍を遅らせた。彼らはほとんど殲滅されたが、その何倍もの敵を倒した。8月31日、逆にオスマン軍の騎兵隊が陣地外に駐屯していたコサック隊を襲撃した。オスマン軍はコサックとポーランド本軍の連絡を絶とうとしたが、失敗した。9月2日までにオスマン軍がホトィンに到達した。さらなるコサックがポーランド軍の陣営に到着した翌日から、オスマン軍による包囲が始まった:368。
9月2日、オスマン軍は要塞化が終わっていないコサック陣地を攻撃した。コサックはポーランド・リトアニア軍からの増援を受け、オスマン軍を退けた。3日、今度はポーランド・リトアニア軍の主要塞線の中で、ルボミルスキが担当する線をオスマン軍が襲撃したが、途中で攻撃をやめた。そして午後になって、大勢のオスマン軍がコサック陣地を攻めた。コサックはこれも激しい戦闘の末に押し返した。さらに彼らはオスマン軍の背後に回って陣地を襲撃し、夕暮れにまぎれて多くの戦利品と共に帰還した。4日、オスマン軍はまたもコサック陣地を攻撃し、失敗した。ここでポーランド・リトアニア軍が反撃を仕掛け、オスマン軍の大砲数門を破壊した:369。経験豊富とはいえポーランド・リトアニア軍がオスマン軍の強襲を耐え抜けたのは、オスマン軍内の騎兵率があまりに高く、また砲兵も経験不足で、効果的に運用できなかったところにも原因がある。
7日もオスマン軍がコサック陣地を攻撃し、撃退された。しかし真昼にイェニチェリ隊がそれまで攻撃対象としてこなかったポーランド軍右翼を奇襲した。ここのポーランド軍は無警戒に昼寝をしていたため敵の塹壕への侵入を許し、100人ほどの歩兵が殺された。ここからポーランド軍が立て直してイェニチェリを撃退した。オスマン軍がさらに1万人を投入して第二次攻撃に入ろうとしたのに対し、ホトキェヴィチはフサリア3個騎兵大隊とライター1個騎兵大隊、合計600騎から650騎を率いて、みずからオスマン軍に突撃した。オスマン軍のスィパーヒーはこの突撃に耐えられず、無秩序に撤退した。これをポーランド騎兵は追撃し、オスマン軍陣地にまで押し込んだ。この戦闘でオスマン軍が500人以上を失ったのに対し、ポーランド軍の損失は30騎程度だった。ホトキェヴィチの騎兵突撃はオスマン軍に兵力的な打撃を与えただけでなく、その士気にも深刻な打撃を与える効果をもたらした。
10日、ホトキェヴィチは夜襲を実施した。12日から13日にかけての夜も夜襲を行う予定だったが、激しい雨が降ったため中止された。コサックらはこれを天罰ととらえ、ザポロージャ・コサックのヘトマンであったヤツコ・ボロダフカを斬首した:370。

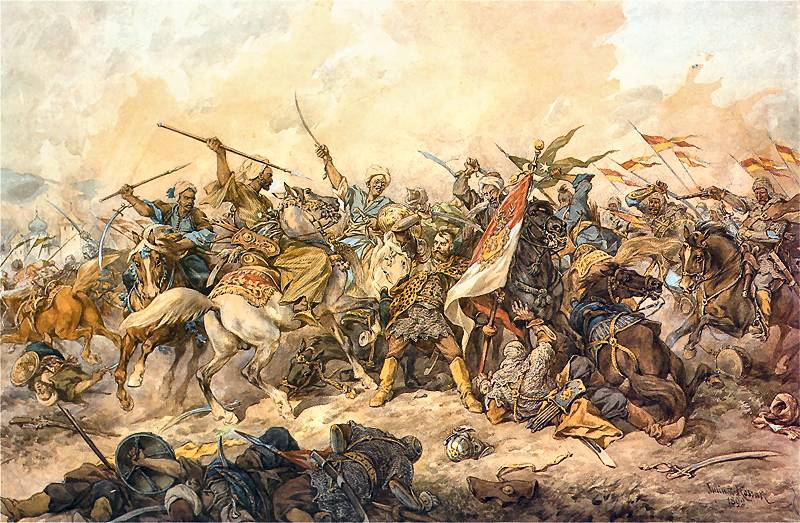
ホチムにてポーランドの軍旗を守る, ユリウスユ・コッサク画、1892年

初週で何度も莫大な犠牲を払って強襲を仕掛け、失敗を重ねたオスマン軍は、ポーランド軍の補給線を断って飢餓と疫病を待つ持久策に切り替えた:370。14日、オスマン軍はドニエストル川に急造りの橋を架け、ウクライナのカームヤネツィ＝ポジーリシクィイなどの諸要塞とポーランド軍の間の連携を断った。また同時に、川の対岸に大砲を移すことでポーランド軍を側面から砲撃できるようになった。その上で15日にオスマン軍は強襲を行ったが、またも撃退された。
18日夜、コサックがドニエストル川河畔のオスマン軍陣地を襲撃した。この攻撃は成功裏に終わり、オスマン軍はここでも多大な犠牲を払った。21日夜にも同様の夜襲を行い、オスマン帝国の大宰相オフリリ・ヒュセイン・パシャを捕縛する寸前まで行った。こうした行動は、ポーランド軍の士気高揚にも大いに役立った:371。
ポーランド軍も多くの犠牲者を出し、その陣地は弱体化し続けていたが、士気が破られることはなかった。またポーランド軍の食料と弾薬はオスマン軍の狙い通り底をつきかけていたが、オスマン軍もまた同じ問題を抱えていた。24日、包囲終了の数日前、老齢のホトキェヴィチは心労と病により陣中で死去した:570。彼のあと、ポーランド軍の指揮権は23日からスタニスワフ・ルボミルスキが引き継いでいた。同盟コサックの首長たちも、ルボミルスキに指揮権を委譲した。25日、彼は手薄になった防衛線から兵を引き、より小規模な防衛線へと再編成するよう指示した。これにつけこんでオスマン軍は強襲に出たが、これもついに失敗した。28日を最後に、オスマン軍の強襲は途絶えた:372。
冬が近づいていたうえ、既に約4万人もの兵を失い、補給物資も底をつき、自らも疲れ切っていたオスマン2世は、防衛側のポーランド陣営からの提案に応じて和平交渉を受け入れた:570。なおこの時点で、ポーランド側はほぼ完全に物資を使い果たしていた。包囲戦が終わった時、ポーランド軍は最後の火薬を装填していたところだった、という伝説すらある。

## 戦後

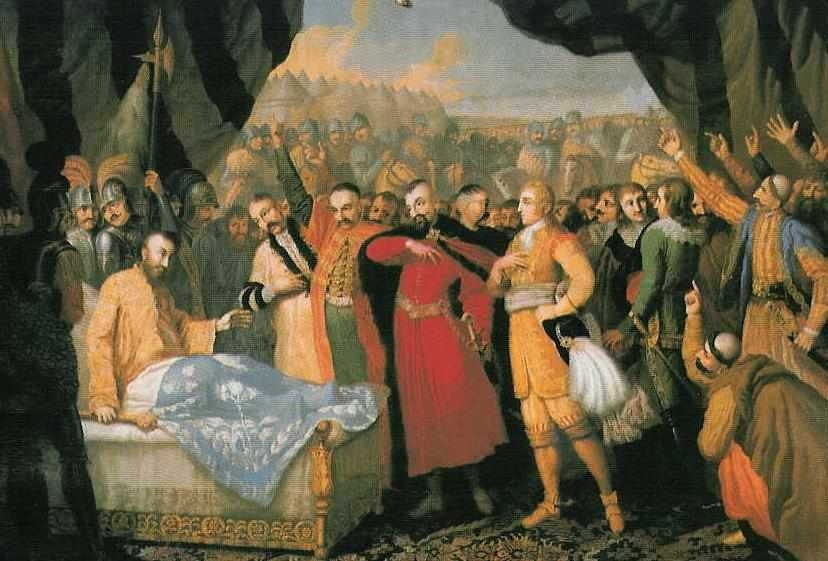
ホトキェヴィチの死, フランツィシェク・スムグレヴィチ画、1806年

10月9日、ホティン条約が結ばれた:373。引き分けに終わった戦闘を反映して、条約の内容も折衷的なものだった。領土の変更はなく、国境線はドニエストル川とすることが確認され、ポーランド・リトアニア共和国はオスマン帝国がモルダヴィアを支配することを認めた。ただ、ポーランド・リトアニア共和国やコサックの間では、オスマン帝国の大軍を止めた時点でホティンの戦いは大勝利であったと認識された。
オスマン2世はこの結果に納得せず、遠征失敗の原因はイェニチェリにあると考えた。彼はオスマン軍の近代化を試みたが、伝統主義的なイェニチェリの反発を受け、1622年に反乱を起こされて廃位、殺害された。
ポーランド軍は戦中に大ヘトマンのホトキェヴィチを失ったのみならず、間もなくもう一人の偉大な指揮官を失うことになった。登録コサックのヘトマンであるペトロー・コナシェーヴィチ・サハイダーチヌイが、戦傷がもとで数か月後に死去したのである。

## 文化的影響
ホティンの戦いはポーランド・リトアニア共和国史上最大の戦闘であり、「異教徒」に対する大勝利であったと喧伝された。先頭に関する文献の一つに、1669年から1672年の間にヴァツワフ・ポトツキが著したポーランド視点の記録『ホチムの戦いの推移』(Transakcja wojny chocimskiej):347がある。これはあまり知られていないヤクプ・ソビェスキによる『ホチム戦争解説三巻』(Commentariorum Chotinensis belli libri tres)がある。これは1646年に出版された日記史料であるが、現存しない。
一方オスマン帝国では、オスマン2世が「ジャウル（不信心者）」に対する勝利であったと主張した。1621年12月27日、彼は勝者としてコンスタンティノープルに帰還し、三日三晩勝利の祝祭が行われた。しかし、若いスルタンは個人的には、戦闘の結果、そしてイェニチェリの行動に強い不満を抱いており、オスマン軍の改革に踏み切るきっかけとなった。しかしこれが1622年5月のコンスタンティノープルにおける軍、神学生、裕福な商人らによる反乱を引き起こした。最終的にオスマン2世は群衆の指導者たちによって廃位され、殺害された。この反乱と弱冠17歳のスルタンの死は歴史家がよく記述し、宮廷や大衆の文学の題材とされた。19世紀末まで存在したイスタンブールのコーヒーハウスでは、芸人が「若いオスマン」と題した悲劇（その内容にはホティンの戦いも含まれる）を大衆向けに物語っていた。
ワルシャワの無名戦士の墓には、ホティンの戦いでの死者も"CHOCIM 2 IX - 9 X 1621/10 - 11 XI 1673"という碑文とともに記録されている。